# 拓跋翰 (北魏)
拓跋 翰（たくばつ かん、生年不詳 - 452年）は、北魏の皇族。東平王。

## 生涯
太武帝と舒椒房のあいだの子として生まれた。442年、秦王に封じられ、侍中・中軍大将軍の位を受け、参都曹事を務めた。太傅の高允が年少の拓跋翰をさとすために「諸侯箴」を作ると、拓跋翰はこれを見て喜んだ。後に枹罕に駐屯し、羌族の信望を集めた。東平王に改封された。452年、太武帝が死去すると、大臣たちは拓跋翰を擁立しようとした。しかし中常侍の宗愛は拓跋翰と合わず、赫連皇后の令と偽って南安王拓跋余を皇帝に立て、拓跋翰を殺害した。
子の拓跋道符が東平王位を嗣ぎ、中軍大将軍・長安鎮都大将となったが、467年に謀反し、司馬の段太陽に斬られた。

## 伝記資料
- 『魏書』巻18 列伝第6
- 『北史』巻16 列伝第4